# Teofil
A Teofil görög eredetű férfinév, jelentése: Isten kedveltje vagy Istent kedvelő, Isten barátja. Női párja: Teofila.

## Gyakorisága
Az 1990-es években szórványos név, a 2000-es években nem szerepel a 100 leggyakoribb férfinév között.

## Névnapok
- március 5.[2]
- március 10.[2]
- május 21.[2]
- június 17.[2]
- október 13.[2]
- október 29.[2]
- december 20.[2]

## Híres Teofilok
- Theophilus Presbyter
- Theophilus Dönges
- Theofil Nael